# Bel·lòvacs
|  | No s'ha de confondre amb Bel·les. |

Els bel·lòvacs (llatí Bellovaci) foren un poble celta, el més important de Bèlgica, del que Cèsar diu que podia mobilitzar cent mil homes.
Vivien entre el Somme i el Sena, al sud dels ambians, a l'est dels calets, i a l'oest dels suessions. La tribu dels silvanectes, que vivia a l'est del riu Oise, i que Cèsar no esmenta, fou probablement part d'aquest poble. El bel·lòvacs ocupaven el que després foren els bisbats de Beauvais i Senlis. La seva capital segons Cèsar era Bratuspantium, però després Ptolemeu diu que fou Caesaromagus (Beauvais).

## Etimologia
El significat del nom Bellovaci roman desconegut; s'han proposat els radicals llatins bellum « guerra », « bel·ligerant » i vacuum « buit » i, d'aquí: « els qui lluiten tot cridant », cosa que lligaria l'origen del nom amb el dels « Belgae ». Reforça la teoria dels «cridaners» el fet que l'arrel bel- sigui a l'irlandès beal, que vol dir 'boca'. Cal dir que "Bel"/"Bial" vol dir « blanc » en altres llengües indoeuropees.